# 瓦讷 (上索恩省)
瓦讷（法語：Vanne，法語發音：[van] ⓘ）是法国上索恩省的一个市镇，属于沃苏勒区。

## 地理
瓦讷（47°36'18"N, 5°50'20"E）面积9.72 平方千米，位于法国勃艮第-弗朗什-孔泰大區上索恩省，该省份为法国东部内陆省份，北起顺时针与孚日省、贝尔福地区省、杜省、汝拉省、科多尔省和上马恩省接壤。
与瓦讷接壤的市镇（或旧市镇、城区）包括：格朗德库尔、费德里、索恩河畔赖、苏万-屈布里-沙朗特奈、特莱。

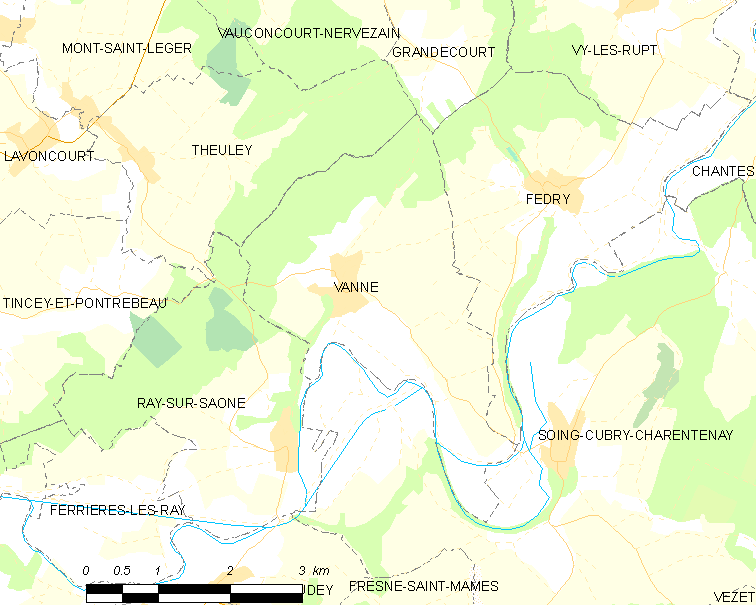
的OSM定位图

瓦讷的时区为UTC+01:00、UTC+02:00（夏令时）。

## 行政
瓦讷的邮政编码为70130，INSEE市镇编码为70520。

## 政治
瓦讷所属的省级选区为萨隆河畔当皮埃尔县。

## 人口

1962-2008年间人口变化图示

瓦讷于2022年1月1日时的人口数量为126人。